# Гамбийско-чилийские отношения
Гамбийско-чилийские отношения — международные отношения между Чили и Гамбией.

## Дипломатические отношения
Чили и Гамбия никогда официально не устанавливали дипломатических отношений.

## Дипломатическое присутствие
Чили не имеет посольства в Гамбии.
 Гамбия не имеет посольства в Чили.